# Завет (Бургаська область)
Заве́т (болг. Завет) — село в Бургаській області Болгарії. Входить до складу общини Сунгурларе.

## Населення
За даними перепису населення 2011 року у селі проживали 133 особи.
Національний склад населення села:
| Національність   | Кількість осіб | Відсоток |
| ---------------- | -------------- | -------- |
| болгари          | 121            | 91,0%    |
| турки            | 10             | 7,5%     |
| Всього відповіли | 133            |          |

Розподіл населення за віком у 2011 році:
Динаміка населення: